# Smula landskommun
Smula landskommun var en tidigare kommun i dåvarande Älvsborgs län och före 1891 även i Skaraborgs län.

## Administrativ historik
Två kommuner med detta namn inrättades i Smula socken i Redvägs härad i Västergötland när 1862 års kommunalförordningar trädde i kraft, en i Älvsborgs län för de delar av socken som låg där och en i Skaraborgs län. Den senare uppgick i den förra 1892 samtidigt som länstillhörigheten för detta område ändrades. 
Vid kommunreformen 1952 uppgick landskommunen i Redvägs landskommun som upplöstes 1974 då denna del uppgick i Falköpings kommun.